# Fauna de Chile
La fauna de Chile es la fauna (especies animales) nativa presente en la geografía de Chile. Se caracteriza por un alto grado de endemismo, debido a su particular geografía. En Chile continental,  el desierto de Atacama por el norte,  y la cordillera de los Andes por el este constituyen barreras que han causado el aislamiento de la fauna y de la flora de Chile. Si a esto sumamos la enorme extensión en longitud (más de 4200 km) esto da como resultado una gran diversidad de climas y ambientes.

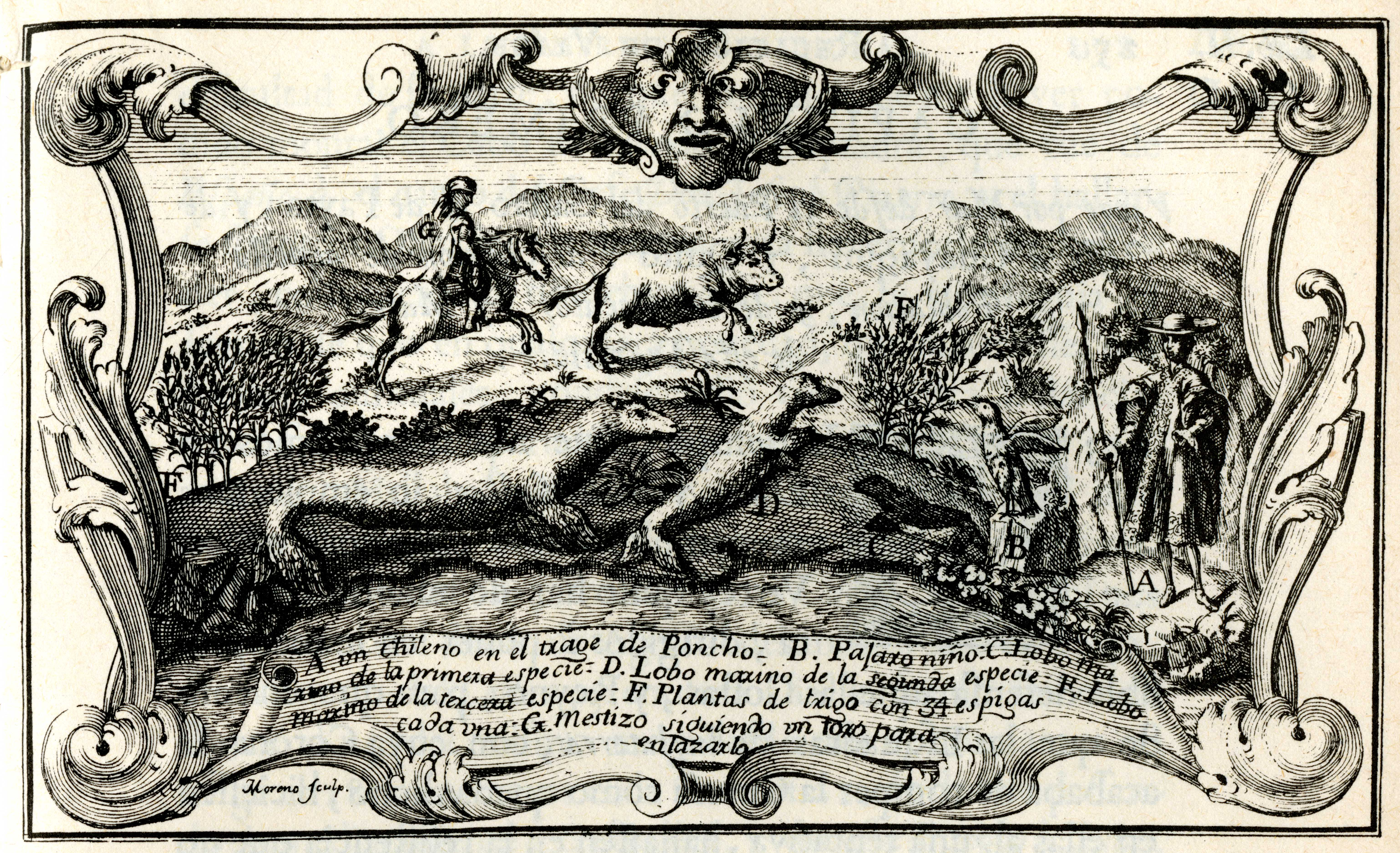
Paisaje que recrea la fauna Chilena en un grabado de 1744 publicado en la obra Relación histórica del viaje a la América meridional de Jorge Juan y Antonio de Ulloa

Chile cuenta con varias islas en el océano Pacífico, denominadas  islas Esporádicas, entre las que destacan la isla de Pascua, ubicada en la Polinesia, y el archipiélago de Juan Fernández. Al encontrarse separadas del resto del territorio chileno, cuentan con fauna autóctona, aunque gravemente degradadas debido a la acción del hombre.

## Vertebrados en Chile
| Clase     | N.º de especies | Endemismo       |
| Anfibios  | 63              | 75%             |
| Aves      | 590             | 2,5%            |
| Mamíferos | 167             | 10%             |
| Peces     | al menos 1120   | sin información |
| Reptiles  | 136             | 63%             |